# وادي حمرة (مبين)

تعديل مصدري - تعديل

وادي حمرة هي إحدى قرى عزلة بني عكاب بمديرية مبين التابعة لمحافظة حجة، بلغ تعداد سكانها 866 نسمة حسب تعداد اليمن لعام 2004.